# Палата представників Японії

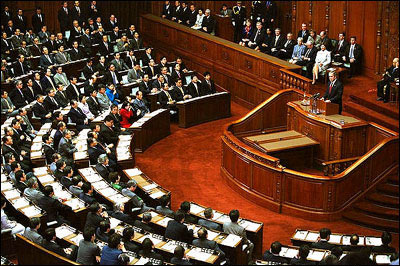
Зал Палати Представників.

Палата Представників Японії (яп. 衆議院, しゅうぎいん, сюґі-ін) — нижня Палата Парламенту Японії.

## Короткі відомості
Палата Представників була заснована 1947 року, у зв'язку із набуттям чинності нової Конституції Японії та скликанням нового повоєнного двопалатного Парламенту. Палата стала формальним продовжувачем Палати Представників Імперського Парламенту Японії, заснованої 1890 року.
Статус і повноваження Палата Представників Японії визначені діючою Конституцією та Законом про Парламент 1947 року.
Палата Представників Японії формується з 480 депутатів, термін повноважень яких становить 4 роки (Конституція. Стаття 45). 180 депутатів обираються за пропорційною системою з 11 багатомандатних виборчих округів, а решта 300 — з одномандатних. Виборче право мають японські громадяни, які досягли 20 років, а право бути обраним до Палати мають японські громадяни старші 25 років.
Палата Представників має більші права ніж верхня Палата Радників японського Парламенту: вона має право накладати вето на законопроєкти Палати Радників більшістю не менш як дві треті присутніх депутатів і приймати закони, навіть якщо їхні законопроєкти були відкинуті Палатою Радників (Конституція. Стаття 59. Абзац 2). Палаті Представників також належить першість розгляду проєкту бюджету та питання ратифікації міжнародних договорів (Конституція. Стаття 60, Стаття 61, Стаття 67. Абзац 2). Вона також має право висловлювати довіру чи недовіру Кабінету Міністрів Японії
Усі рішення в Палаті Представників є дійсними, якщо вони прийняті не менш як третиною присутніх в залі засідань депутатів Палати (Конституція. Стаття 56).
Палату очолює Голова Палати Представників та його заступник. На їх посади як правило призначаються депутат від партії чи коаліції партій більшості і депутат від меншості, відповідно. В Палаті діє кілька комітетів, завданням яких є нагляд і оцінка дій виконавчої влади.
Місце засідань Палати Представників знаходиться у Залі засідань Парламенту Японії

## Палата Представників після виборів у листопаді 2021 року
У листопаді 2021 року, відбулися парламентські вибори на яких обирався новий склад нижньої палати (палати представників) японського парламенту. Після підрахунку голосів, були оголошені офіційні результати виборів:
Ліберально-демократична партія (ЛДП) отримала 261 мандат (що на 15 мандати менше ніж у попередньому скликанні парламенту).
Партія "Комейто" отримала 25 мандатів(що на 3 мандати більше ніж у попередньому скликанні парламенту.
Партія "Комуністи" отримали 10 мандатів, (що на 3 мандати менше ніж у попередньому скликанні парламенту).
Партія "Інновація" отримала 41 мандат, (що на 30 мандатів більше ніж у попередньому скликанні парламенту).
Партія "Конституційно - демократична" (CDP) отримала 96 мандатів (що на 13 мандатів менше ніж у попередньому скликанні парламенту).
Інші партії загалом отримали 25 мандатів(що на 3 мандати менше ніж у попередньому скликанні парламенту)
Варто зазначити, що апатія виборців позначилася на явці на виборах, яка становила трохи менш як 56%, що стало третім мінімумом з моменту закінчення другої світової війни.